# 1483 en Angleterre
Chronologie de l'Angleterre
- 1479
- 1480
- 1481
- 1482
- 1483
- 1484
- 1485
- 1486
- 1487

Cette page concerne l'année 1483 du calendrier julien.

## Évènements

### Janvier

#### 4 janvier
En récompense de ses loyaux services rendus lors de l'invasion de l'Écosse menée en juillet et août 1482, le roi d'Angleterre Édouard IV crée vicomte Lovell Francis Lovell, ami et compagnon d'armes de son frère cadet Richard, duc de Gloucester.

#### 12 janvier
Malgré l'invasion anglaise de l'Écosse conduite l'été précédent par le duc de Gloucester dans le but de l'installer sur le trône d'Écosse en lieu et place de son frère Jacques III, le duc d'Albany Alexandre Stuart, après avoir perdu l'essentiel du soutien qu'il avait acquis auprès du baronnage écossais, se retrouve contraint d'intriguer une nouvelle fois avec Édouard IV. Depuis Dunbar, il envoie ses messagers Angus Gray et James Liddel de Hetherston traiter avec le roi d'Angleterre.

#### 20 janvier
Au Palais de Westminster, Édouard IV procède à l'ouverture solennelle du Parlement, convoqué le 15 novembre 1482, pour discuter des tensions que rencontre la couronne avec les royaumes d'Écosse et de France.

#### 23 janvier
Thomas Grey, 1er marquis de Dorset et fils aîné de la reine Élisabeth Woodville par un précédent mariage, hérite des titres et possessions de sa grand-mère paternelle Elizabeth Ferrers, 6e baronne Ferrers de Groby (en). Dorset étend ainsi son autorité dans le Lincolnshire.

#### 25 janvier
Le duc d'Albany se réfugie à Londres, où il espère y recevoir définitivement l'appui anglais pour renverser son frère aîné.

### Février

#### 2 février
Le duc d'Albany et ses quelques partisans accompagnent le roi Édouard IV et son épouse Élisabeth Woodville au cours d'une procession allant de la chapelle Saint-Étienne au Palais de Westminster. 

#### 6 février
Le lord-chambellan William Hastings, proche ami et compagnon d'armes du roi Édouard, perd son poste de maître de la monnaie au profit de l'orfèvre londonien Bartholomew Reed. La perte de cet office, qui lui avait été pourtant accordé à vie, est vraisemblablement due aux tensions entre Hastings et Anthony Woodville, 2e comte Rivers (en) et frère de la reine Élisabeth. Le lord-chambellan et Rivers sont en effet en rivalité dans les faveurs du roi et n'hésitent pas à se livrer à de violentes diffamations depuis l'été 1482.

#### 9 février
Édouard IV autorise Henry Percy, 4e comte de Northumberland, John Scrope, 5e baron Scrope de Bolton (en), et William Parr à négocier avec Albany.

#### 11 février
Un traité est signé à Westminster entre les agents d'Édouard IV et la délégation d'Albany. Ce dernier renonce à son allégeance envers son frère Jacques III ainsi qu'à la Auld Alliance avec la France, se déclare vassal du roi d'Angleterre, réitère son intention de devenir roi d'Écosse et promet de restaurer James Douglas, 9e comte de Douglas, dans ses titres et possessions. En échange, Édouard lui promet une aide militaire afin de s'emparer de l'Écosse et lui offre la main de sa deuxième fille Cécile.

#### 13 février
Le Lord grand chancelier Thomas Rotherham délivre au nom d'Édouard IV un sauf-conduit au comte de Douglas pour se rendre à Londres.

#### 18 février
La Chambre des communes accorde au roi Édouard la permission de lever une taxe supplémentaire pour assurer la défense du royaume.
La session du Parlement s'achève en confiant à Richard, duc de Gloucester, une subvention héréditaire destinée à constituer un palatinat dans le Cumberland et le Westmorland ainsi que le poste de gardien des Marches. Richard quitte Londres peu de temps après.

#### 22 février
Édouard IV envoie mystérieusement un homme en France « pour que certains de nos messages y soient accomplis là-bas », peut-être en prévision de nouvelles hostilités avec le roi de France Louis XI, qui vient de consommer la rupture des fiançailles entre son fils le dauphin de France Charles et la fille aînée d'Édouard, Élisabeth, à la suite de la signature du traité d'Arras le 23 décembre 1482 avec le duc de Bourgogne Maximilien de Habsbourg.

#### 26 février
Le prince de Galles Édouard, fils aîné du roi et héritier du trône, reçoit de son père Édouard IV le don de plusieurs terres dans les villes d'Usk et de Caerleon, toutes deux situées dans sa principauté. Ce présent vise à accroître encore un peu plus sa suprématie et celle de sa famille maternelle, les Woodville, en Galles.

### Mars

#### 6 mars
Richard, duc de Gloucester, atteint la ville d'York, où il est accueilli par le maire et les échevins.

#### 8 mars
Anthony Woodville envoie à son légiste Andrew Dymmock une copie des brevets confirmant sa nomination par son beau-frère Édouard IV comme gouverneur de son neveu le prince de Galles et héritier du trône Édouard, alors âgé de douze ans, ce qui lui permet de déplacer le futur souverain d'Angleterre à sa guise, ainsi qu'un brevet l'autorisant à lever à son gré des troupes dans les Marches galloises pour y assurer la sécurité du prince.

#### 15 mars
Édouard IV se rend au château de Windsor.

#### 19 mars
Le duc d'Albany accepte secrètement de traiter avec son frère Jacques III : en échange de l'abandon de son poste de lieutenant-général d'Écosse et la promesse de ne pas se trouver à moins de six milles du roi sans permission, il obtient une rémission de toutes les accusations d'intrigue ou de trahison avec le roi d'Angleterre. Albany réfute également l'accusation selon laquelle il aurait tenté d'empoisonner son frère.

#### 25 mars
Le roi Édouard retourne à Westminster.

#### 30 mars
Selon les écrits du moine Dominique Mancini, présent en Angleterre jusqu'à l'été 1483 et donc contemporain des faits, Édouard IV part aux alentours de Pâques pêcher le long de la Tamise, où il attrape un rhume. S'appuyant sur la Chronique de Croyland, l'historienne Cora Scofield conclut : « Aux alentours de cette date, la dernière maladie d'Édouard a commencé ». Le roi est rapidement contraint de s'aliter. Le chroniqueur Polydore Virgile décrit son mal comme une « maladie inconnue ». Le chroniqueur normand Thomas Basin soutient que le roi a fragilisé son système digestif en mangeant trop de fruits et de légumes, tandis que le Bourguignon Philippe de Commynes croit que la maladie soudaine du roi résulte d'une attaque due à l'annonce du traité d'Arras. John Rae, dans son ouvrage Deaths of the English Kings paru en 1913, suggère une pneumonie, parce que les contemporains ont affirmé qu'Édouard IV était allongé sur le flanc droit. Paul Murray Kendall considère que le roi est mort d'une attaque ou d'une indigestion.

### Avril

#### 4 avril
Henry Bourchier, 1er comte d'Essex et Lord grand trésorier, meurt de causes naturelles. Il est remplacé dans son titre de comte d'Essex par son petit-fils Henry, tandis que l'office de trésorier devient provisoirement vacant jusqu'à ce que le roi décide de lui nommer un successeur.

#### 6 avril
Une information erronée apportant la nouvelle de la mort d'Édouard IV parvient à York, où une prière est chantée pour le salut de son âme dans la cathédrale.

#### 7 avril
Conscient de l'imminence de son trépas, le roi Édouard convoque à son chevet son épouse, ses enfants et plusieurs membres éminents du baronnage d'Angleterre. Il exhorte le clan Woodville, composé ici de la reine et du marquis de Dorset, à faire la paix avec William Hastings. La reine, Dorset et Hastings accèdent en larmes à sa demande.

#### 9 avril
Édouard IV meurt au Palais de Westminster, âgé de 40 ans. Le philosophe du XVIe siècle Thomas More témoigne de la popularité du roi pendant son règne : « Il était un roi d'une telle gouvernance et d'un tel comportement en temps de paix (car en temps de guerre, chaque partie doit être l'ennemi de l'autre) qu'il n'y a jamais eu de prince de cette terre atteignant la bataille de la couronne si chaudement aimé par la substance du peuple, ni lui-même si spécialement dans aucune partie de sa vie comme au moment de sa mort. [...] Au moment de sa mort, le mécontentement de ceux qui lui portaient rancune [...] était bien apaisé ».
More clôt son éloge du roi défunt en louant les qualités similaires que possède sa descendance : « L'amour de son peuple et toute son affection envers lui auraient été pour ses nobles enfants une merveilleuse forteresse et une armure sûre (ayant en eux-mêmes autant de dons de nature, autant de vertus princières, autant de capacités aussi bonnes que celles qu'ils pourraient recevoir), si la division et la dissension de leurs amis ne les avaient pas désarmés et laissés dans le dénuement, et le désir exécrable de la souveraineté n'avait provoqué leur destruction par leur oncle qui, si le genre humain ou la bonté avaient tenu lieu, devait être leur principale défense ».
Dans un éloge funèbre dédié au roi défunt, le poète John Skelton déplore avec tristesse la mort d'Édouard IV : « J'ai joué mon spectacle, maintenant je suis passé ». Mais la mort prématurée d'Édouard semble en outre, aux yeux du poète, remettre en cause l'ère de prospérité et de paix intérieure occasionnée depuis la conquête du trône d'Angleterre par la Maison d'York au détriment de la Maison de Lancastre en 1471 et risque de réveiller tôt ou tard les anciennes rivalités entre la vieille noblesse du royaume et les membres de la famille Woodville, considérés comme des parvenus. Skelton conclut de manière prémonitoire : « Quand la mort approche, alors le champ est perdu ».

#### 10 avril
Le corps du roi est emmené à la chapelle Saint-Étienne où, pendant huit jours, des obsèques solennelles sont tenues en son honneur. Les notables du royaume commencent à se rassembler à Londres pour ses funérailles.
Thomas More rapporte une anecdote qui lui a été supposément contée par son père John, contemporain des évènements. Selon John More, son voisin avocat Richard Pottyer réagit ainsi à l'annonce de la mort d'Édouard IV : « Par ma foi [...] alors mon maître le duc de Gloucester sera roi ».

#### 11 avril
Le fils aîné d'Édouard IV et prince de Galles, qui réside au château de Ludlow à près de 200 milles de Londres, est officiellement proclamé roi sous le nom d'Édouard V dans la capitale. Le conseil royal fixe en son absence son couronnement au 4 mai. Après plusieurs débats houleux et au cours desquels William Hastings — qui craint un coup de force des Woodville — menace même de se retirer à Calais, le conseil accepte qu'une escorte limitée à 2 000 hommes accompagne le nouveau souverain depuis les Marches galloises.
Ne faisant pas confiance aux Woodville, William Hastings écrit à Richard de Gloucester pour lui annoncer la mort de son frère et lui suggérer de venir à Londres avec une force conséquente et d'intercepter le jeune roi. La Chronique de Croyland affirme que Hastings a également écrit à Henry Stafford, 2e duc de Buckingham. Ce soir-là, William Hastings soupe avec John Howard, 1er baron Howard et qui est lui aussi hostile au contrôle du nouveau roi par la famille Woodville.

#### 14 avril
Le jeune Édouard V et sa suite sont informés de la mort d'Édouard IV. Le comte Rivers est prié de conduire le roi jusqu'à Londres d'ici le 1er mai. L'antiquaire John Rous écrit que les amis du précédent souverain « se sont précipités vers lui » pour lui rendre hommage.
Le même jour, le duc de Buckingham est lui aussi informé du trépas d'Édouard IV alors qu'il séjourne dans ses terres à Brecon, au Sud-Est des Marches galloises.

#### 15 avril
La Chronique de Croyland rapporte que le duc Richard de Gloucester reçoit la lettre d'Hastings alors qu'il réside au château de Middleham. Il envoie alors une série de lettres : tout d'abord à Anthony Woodville, afin de lui faire part de son intérêt de rencontrer le jeune roi et d'entrer avec lui dans Londres ; à Hastings, Buckingham et d'autres barons, pour les avertir des conséquences néfastes que pourrait constituer le contrôle de la personne du roi et du conseil par les Woodville ; et enfin à la reine, à laquelle il promet de « venir et offrir soumission, allégeance, et tout ce qui lui était dû à son seigneur et roi, Édouard V ».

#### 16 avril
Écrivant au nom de son oncle le comte Rivers, Édouard V informe les bourgeois de la ville de Lynn (près de laquelle Rivers détient un important manoir) de son projet d'être à Londres « dans toute la précipitation qui convient ».
Les cérémonies des funérailles d'Édouard IV commencent à l'abbaye de Westminster. Son neveu John de la Pole, 1er comte de Lincoln, officie en tant que chef du cortège funèbre.

#### 18 avril
Le cadavre d'Édouard IV est amené en procession jusqu'à Windsor. 
À Londres, une convocation de clercs est organisée au cours de laquelle des prières sont offertes à Édouard V et à sa mère Élisabeth Woodville.

#### 19 avril
Édouard IV est officiellement inhumé à la chapelle Saint-Georges de Windsor.

#### 20 avril
Après avoir prié ses partisans de se réunir à York en attendant son arrivée, Richard de Gloucester quitte le château de Middleham avec 300 hommes.
Le conseil se réunit à Londres pendant plusieurs jours. La Chronique de Croyland écrit qu'il « était le désir le plus urgent de tous ceux qui étaient présents que le prince succède à son père dans toute sa gloire ». Le conseil discute également du type de gouvernement qui devra être établi pendant la minorité du roi et de la nature du protectorat, qui, du fait de son statut de seul frère vivant du roi défunt, reviendra naturellement à Richard de Gloucester. Enfin, Édouard Woodville, autre frère de la reine, est nommé amiral de la flotte pour constituer une marine qui devra faire face aux pirates français et bretons sillonnant dans la Manche.

#### 21 avril
À York, Richard de Gloucester organise une cérémonie funéraire en hommage à son frère aîné et fait jurer à tout le baronnage local un serment de loyauté envers son neveu Édouard V. Richard est le premier à prêter serment.
Le duc de Buckingham reçoit la lettre du duc de Gloucester. Il charge son intendant de préparer sa future rencontre avec Richard, qu'il compte rejoindre à Northampton.

#### 23 avril
Édouard V célèbre la Saint Georges à Ludlow. 
Entretemps, Richard quitte York et se dirige vers Nottingham.

#### 24 avril
Édouard V et sa suite quittent Ludlow.
Alors qu'il chemine vers Nottingham, Richard reçoit une lettre de Rivers l'informant qu'ils se retrouveront le 29 avril à Northampton. Richard marque une étape au château de Pontefract.

#### 26 avril
Le duc de Buckingham quitte Brecon avec 300 hommes. 
Richard s'arrête à Nottingham, où il rencontre l'intendant de Buckingham.

#### 29 avril
Édouard Woodville, après avoir quitté Londres, prend le large à la tête de la flotte royale afin d'accomplir sa nouvelle charge d'amiral. Il emporte avec lui près de 10 000 livres issues du Trésor royal.
Édouard V et sa suite arrivent à Northampton puis poursuivent jusqu'au village avoisinant de Stony Stratford, mais Rivers reste en arrière pour rencontrer les ducs de Gloucester et de Buckingham, qui atteignent séparément Northampton. D'après l'historien Polydore Virgile, c'est à cette date que Richard fait part à Buckingham de son ambition de s'emparer du trône. Thomas More soutient l'hypothèse de Virgile et décrit ainsi comment Richard témoigne de ses véritables intentions à l'égard du clan Woodville et du jeune roi : « Pendant que Lord Rivers se couchait, les ducs [de Gloucester et de Buckingham], secrètement, avec quelques-uns de leurs amis les plus intimes, se mirent en conseil, où ils passèrent une grande partie de la nuit ».

#### 30 avril
Après avoir passé une soirée agréable et « courtoise » avec Rivers, Richard et Buckingham s'apprêtent à quittent à l'aube Northampton pour Stony Stratford afin d'y intercepter le roi et le séparer de son entourage. Rivers, se retrouvant confiné dans l'auberge où il a dormi, proteste auprès de Richard mais celui-ci lui rétorque qu'il agit ainsi afin de l'empêcher de le séparer du roi ou de contrôler dangereusement le pouvoir royal et le fait immédiatement arrêter pour conspiration contre sa personne. Par souci de précaution, Richard ordonne à ses troupes d'interdire à quiconque relevant de la domesticité de Rivers de se rendre vers Stony Stratford.
Richard et Buckingham se rendent ensuite auprès du roi et font renvoyer son escorte. Édouard V reçoit gracieusement les deux ducs mais se retrouve impuissant lorsque ces derniers accusent son demi-frère Richard Grey (second fils de la reine Élisabeth par son premier mariage et frère du marquis de Dorset) de comploter avec Dorset pour accaparer le pouvoir au détriment du roi. Le roi proteste de l'innocence de Rivers et de Grey de cette façon, selon More : « Ce que mon frère le marquis a fait, je ne peux le dire. Mais en toute bonne foi, j'ose bien répondre au nom de mon oncle Rivers et de mon frère qu'ils sont innocents de ces accusations ». 
Buckingham soutient pourtant la culpabilité de Grey et procède à son arrestation en se justifiant de la sorte : « Oui, mon lige, ils [le clan Woodville] ont gardé leurs manigances dans ces affaires loin de la connaissance de votre bonne Grâce ». Le parti royal est ensuite ramené sous solide contrôle à Northampton par Richard et Buckingham, tandis que les serviteurs du roi sont remplacés par des serviteurs loyaux au duc de Gloucester. Richard ignore les déclarations de son neveu quant aux bonnes intentions de Rivers et écrit ensuite une lettre au conseil à Londres pour expliquer ses actions.

### Mai

#### 1ermai
Apprenant l'arrestation de son frère Anthony et de ses fils Richard Grey et Édouard V, la reine Élisabeth Woodville s'enfuit dans le sanctuaire de l'abbaye de Westminster avec les autres enfants royaux (son second fils Richard de Shrewsbury, duc d'York, et ses cinq filles Élisabeth, Cécile, Anne, Catherine et Brigitte), son frère l'évêque de Salisbury Lionel Woodville, et son fils Thomas Grey. À l'aube, l'archevêque d'York Thomas Rotherham, en sa qualité de Lord grand chancelier, donne à la reine le Grand sceau.
Le conseil se réunit pour discuter de la situation. Lorsque la lettre d'explication de Richard de Gloucester est lue, Hastings tente de rassurer les membres présents en soutenant les intentions honorables de Richard envers le jeune roi. Il affirme aussi que Richard saura traiter ses prisonniers avec une justice impartiale une fois arrivé à Londres. Les mots d'Hastings apaisent les craintes des Londoniens et discréditent complètement la famille Woodville.

#### 2 mai
Richard envoie ses différents prisonniers dans ses bastions du Nord de l'Angleterre : le comte Rivers est incarcéré à Sheriff Hutton, Richard Grey à Middleham et le chambellan d'Édouard V Thomas Vaughan à Pontefract. Lorsqu'il est informé des actions de l'archevêque Rotherham, il lui retire son poste de chancelier mais l'autorise tout de même à rester au sein du conseil.

#### 3 mai
Édouard V, accompagné des ducs de Gloucester et de Buckingham, quitte Northampton dans la matinée et passe la nuit suivante à St Albans.

#### 4 mai
Édouard V entre dans sa capitale via le village de Barnet. Le maire, les échevins et 500 citoyens vêtus de velours sont présents pour l'accueillir, avant qu'il ne soit emmené au palais de l'évêque de Londres Thomas Kempe. Richard convoque les magnats et les citoyens de la ville pour jurer fidélité au nouveau monarque, ce qui est accompli par tous avec « le plus grand plaisir et la plus grande satisfaction », d'après la Chronique de Croyland.
George Neville, anciennement duc de Bedford et pupille du duc de Gloucester, meurt prématurément. George étant privé de son héritage paternel à cause de la trahison de son père John Neville et n'ayant aucun descendant, ses terres sont attribuées à vie à Gloucester mais doivent par la suite retourner à la famille Neville. Richard voit donc sa position dans le Nord affaiblie et, malgré son statut d'oncle du roi, il ne peut librement s'attribuer d'autres terres en concessions.

#### 5 – 7 mai
Richard réussit à gagner les faveurs du conseil royal, notamment en remettant le Grand sceau à l'archevêque de Cantorbéry Thomas Bourchier. 
À Baynard's Castle, résidence de Cécile Neville (la mère d'Édouard IV et de Richard), les exécuteurs testamentaires d'Édouard IV se réunissent mais ne parviennent pas à appliquer ses volontés car les dons qu'il a faits à ses enfants ne peuvent être honorés tant qu'ils demeurent dans le sanctuaire de l'abbaye de Westminster.

#### 9 mai
Richard envoie William Ovedale prendre commande en son nom de l'île de Wight et de Portsmouth. Il désire en effet prendre contrôle des châteaux de Portchester et de Carisbrooke, respectivement détenus par Édouard et Anthony Woodville.

#### 10 mai
Richard domine pleinement le conseil lorsque celui-ci se réunit. Il renvoie certains des conseillers de son frère aîné, mais d'autres sont maintenus, à l'instar de William Hastings, de Thomas Stanley, de Thomas Rotherham, de Robert Stillington et de John Morton. En outre, l'évêque de Worcester John Alcock, ancien tuteur d'Édouard V, est invité au conseil. Le conseil prend la décision de transférer le roi dans les appartements royaux de la Tour de Londres. Richard de Gloucester est nommé Lord Protecteur, au vu de sa loyauté sans faille envers Édouard IV et sa prise de contrôle impressionnante mais sans effusion de sang de la personne du roi à Northampton. Non seulement désigné Protecteur, Richard obtient « la tutelle et la supervision de la personne la plus royale du roi ». La Chronique de Croyland note qu'il reçoit le pouvoir souverain « comme un autre roi ». Le conseil commande aussi que des pièces de monnaie soient frappées au nom du nouveau roi.
L'évêque de Rochester John Russell est nommé chancelier à la place de Thomas Rotherham. Il représente un parti séduisant car il n'est associé à aucune faction au sein du conseil mais ne désire pas le poste, étant à son avis trop occupé par les affaires et ne voulant pas être promu au-dessus de Rotherham. Richard commence pendant ce temps à récompenser ses plus proches partisans : il octroie de nouvelles rentes et fonctions au comte de Northumberland, et nomme son ami le speaker John Wood Lord grand trésorier.
Malgré cet enthousiasme, le conseil refuse la proposition de Richard d'accuser Rivers, Richard Grey et Vaughan de haute trahison. Les membres du conseil lui reprochent en outre de ne pas se préoccuper de la dignité et de la sécurité de la reine. Cependant, ils le soutiennent lorsqu'il dénonce l'incompétence d'Édouard Woodville et lui demande de démanteler sa flotte, bien que ce soit le conseil qui ait autorisé Woodville à gérer la flotte.

#### 11 mai
Richard envoie un émissaire auprès du seigneur français Philippe de Crèvecœur d'Esquerdes, en prélude à une future trêve afin de mettre fin aux tensions entre Français et Anglais pour le contrôle de la Manche. Les comités de conseillers pour exercer le gouvernement royal et discuter de ce problème se réunissent dans la Chambre étoilée de Westminster, dans la Tour de Londres ou dans les résidences de certains membres du conseil. 
Pendant ce temps, Richard charge plusieurs courtisans d'Édouard IV d'agir en son nom afin de persuader Élisabeth Woodville et ses enfants de quitter le sanctuaire de l'abbaye de Westminster et encourage les visites auprès de la reine. Malgré cette démonstration de bonne foi, il confisque systématiquement les terres du comte Rivers, de Richard Grey, du marquis de Dorset et d'autres membres de la famille Woodville.
Alors que Richard jouit de la faveur du conseil, lui et ses soutiens commencent à prendre l'apparence d'une faction politique. Les membres de ce groupe comprennent de nombreux proches du Protecteur : outre le duc de Buckingham et le baron Howard, se trouvent aussi son neveu John de la Pole, son compagnon d'armes Francis Lovell, l'ancien chancelier Robert Stillington (ami intime de son frère Georges Plantagenêt, 1er duc de Clarence, exécuté pour haute trahison en 1478), et l'ecclésiastique Thomas Langton.

#### 13 mai
Écrivant au nom de son neveu Édouard V, Richard émet des ordres pour convoquer un Parlement trois jours après le couronnement du roi, désormais fixé au 22 juin. Il demande au conseil de prolonger son protectorat jusqu'à la majorité d'Édouard mais le conseil lui répond que cette requête est du ressort du Parlement.

#### 14 mai
Richard nomme John Howard intendant du duché de Lancastre et autorise des hommes à aller en mer pour capturer Édouard Woodville.
Édouard Woodville saisit 10 250 livres d'un vaisseau à Southampton au nom de la couronne.

#### 15 mai
En remerciement de sa nomination la veille, John Howard offre à Richard une coupe en or d'un poids estimé à 65 onces. 
Richard nomme à vie le duc de Buckingham Lord-grand-connétable d'Angleterre, Lord juge en chef et lord-chambellan de Galles, et lui attribue par la même occasion près de 50 châteaux et seigneuries dans la principauté. Buckingham obtient aussi le pouvoir de rassembler les sujets du roi dans ces comtés et de contrôler tous les châteaux et manoirs royaux (y compris le château de Ludlow). Il remplace Rivers au conseil des Marches et reçoit un pouvoir presque souverain en Galles.

#### 16 mai
L'archevêque Thomas Bourchier convoque les éminents membres du clergé pour le 18 mai à la cathédrale Saint-Paul.

#### 18 mai
Les principaux ecclésiastiques du royaume offrent une seconde fois une prière à la reine Élisabeth Woodville et au roi Édouard V, un mois après la première. Aucune référence n'est faite au Lord Protecteur.

#### 19 mai
Thomas Bourchier est convoqué au nom du roi, mais il est plus probable que cet ordre soit émis par Richard. On ignore toutefois quel est le contenu de cette convocation.

#### 20 mai
William Hastings, autorisé à conserver son poste de lord-chambellan d'Angleterre et de gouverneur de Calais, est nommé maître de la monnaie, mais ne reçoit pas d'autres récompenses. 
Des écrits sont publiés au nom du roi, proclamant que ceux qui souhaitent être adoubés lors du couronnement devront se présenter à Londres le 18 juin.

#### 21 mai
Richard nomme Thomas Langton évêque de St David's.
Francis Lovell reçoit de Richard Thorpe Waterville, un manoir situé dans le Northamptonshire et confisqué à Richard Grey.

#### 23 mai
La lecture de deux serments est faite au conseil de la ville de Londres : le premier concerne le serment de loyauté prêté par Gloucester, Buckingham et d'autres seigneurs envers le roi ; le second est fait par les mêmes personnes qui se montrent disposées à servir la reine Élisabeth Woodville si elle sort du sanctuaire de Westminster.

#### Fin mai
Le conseil constate que son pouvoir se réduit au profit de Buckingham et de Howard. Ses membres commencent à remettre en question les motivations de Richard et à s'inquiéter pour la sécurité du jeune roi. Les éminents seigneurs d'Angleterre sont intimidés en raison du traitement réservé aux Woodville par Richard et ne trouvent refuge que dans la peur et la confusion, tant ils n'osent protester face au Protecteur.
Entretemps, Richard fait appel quotidiennement aux magnats et aux citoyens de Londres, tentant de gagner leur confiance et leur approbation. Les soupçons envers Richard commencent à grandir. La Chronique de Croyland déclare que, malgré les gestes de loyauté publics de Richard et la fixation d'une nouvelle date pour le couronnement, certains se demandent pourquoi la famille et les serviteurs du roi demeurent toujours emprisonnés. Parmi les partisans d'Édouard V, un sentiment d'incertitude se manifeste sensiblement.
Craignant des représailles de la part du Lord Protecteur, la flotte d'Édouard Woodville décide de retourner en Angleterre. Selon Mancini, ce sont les capitaines génois au sein de la flotte qui ont fait basculer la décision. Édouard s'enfuit avec seulement deux navires (et peut-être l'argent dont il s'est emparé à Southampton) et rejoint la Bretagne, où le duc de Bretagne François II lui alloue une pension de 100 livres pendant un mois.

### Juin

#### Début juin
D'après les mots de l'historien Paul Murray Kendall, « le malaise, l'inquiétude et le doute se sont réunis comme une brume à Westminster et à la Tour. C'est une chose faite de coins sombres et du bruissement de chuchotements, insignifiants mais envahissants ». L'antiquaire John Rous, qui écrit plusieurs années après ces évènements, déclare que Richard « avait fait preuve d'une ruse extraordinaire en divisant le conseil ». Richard rencontre en privé ses partisans à Crosby Hall, tandis que les autres membres fidèles à Édouard V, tels Hastings, Rotherham et Morton, se réunissent à Baynard's Castle et à Westminster pour planifier le couronnement et discuter des affaires courantes.
De nombreux partisans d'Édouard commencent alors à soupçonner Richard de conspirer ouvertement contre le roi lors de ces réunions secrètes. Dominique Mancini et Thomas More rapportent tous deux que les partisans du roi se rencontrent à huis clos chez eux pour discuter de la situation et essayer d'y remédier. Afin de découvrir les véritables intentions du Lord Protecteur, William Hastings fait appel à son légiste, William Catesby, pour assister discrètement aux réunions convoquées par Richard et lui faire un rapport complet sur leurs sujets.

#### 5 juin
L'épouse de Richard, Anne Neville, arrive à Londres et envoie une boîte d'hosties à Margaret Chedworth, la femme de John Howard. 
Richard écrit une lettre à la ville d'York dans laquelle il exprime son affection pour la cité et la remet à son homme de main, John Brackenbury, afin qu'il l'apporte. D'autres lettres sont envoyées au nom du roi à 50 esquires, leur commandant « de se préparer et de s'équiper pour recevoir le noble ordre de la chevalerie lors de notre couronnement ». Le même jour, Richard quitte Baynard's Castle pour se rendre à Crosby Hall, sa résidence particulière à Londres.

#### 8 juin
Le chroniqueur bourguignon Philippe de Commynes affirme que c'est à cette date que l'évêque de Bath et Wells Robert Stillington se présente au conseil avec la preuve de l'existence d'un précontrat de mariage d'Édouard IV avec une autre femme avant ses noces avec Élisabeth Woodville. Mais Simon Stallworthe, qui rapporte les évènements lors de la réunion du conseil, indique qu'aucun fait inhabituel n'a lieu ce jour-là.

#### Avant le 9 juin
À cette date, Richard a sondé la loyauté de Hastings par le biais de Buckingham (d'après Dominique Mancini) ou de Catesby (d'après Thomas More), et a appris que Hastings accepterait Richard comme Protecteur mais jamais comme roi. More déclare que Hastings a répondu « avec des mots terribles » qui ont été répétés à Gloucester. Mancini affirme que Richard « considérait que ses perspectives n'étaient pas suffisamment sûres sans l'élimination ou l'emprisonnement de ceux qui avaient été les amis les plus proches de son frère et devaient être fidèles à la progéniture de son frère ». Ce groupe comprend Hastings et John Morton. Pour sa part, le chroniqueur gallois Humphrey Lluyd précise que Richard veut éliminer Hastings car « Hastings n'aurait pas librement fait couronner cet homme ».
De nombreux auteurs rapportent que les amis d'Édouard V sont désormais alarmés pour sa sécurité et craignent que Richard envisage d'usurper le trône. Polydore Virgile maintient que Hastings, Stanley, Morton et Rotherham se rencontrent pour discuter de la possibilité de saisir le roi par la force, de déposer Gloucester de sa charge de Protecteur et d'écarter Buckingham du conseil. Ils approchent peut-être même la reine par le biais de Jane Shore, l'ancienne maîtresse d'Édouard IV devenue celle de Dorset puis d'Hastings. La Chronique de Croyland insiste sur le fait que Hastings ne conspire alors pas contre Gloucester, mais un extrait d'un livre d'un marchand londonien dans lequel le nom d'Hastings est mentionné indique que « les comploteurs imaginaient la mort du duc de Gloucester, et qu'on l'espionnait ».

#### 9 juin
Simon Stallworthe, un serviteur de l'évêque John Russell, écrit à William Stoner, affirmant qu'« il y a de grandes choses contre le couronnement », toujours prévu pour le 22 juin. Les préparatifs de l'événement s'accélèrent pourtant rapidement. Stallworthe déclare que les négociations avec la reine au sanctuaire de Westminster ont échoué et que les membres du conseil refusent de lui rendre à nouveau visite.
Il mentionne une réunion du conseil mais n'a rien à signaler, à l'exception des plans pour le couronnement, et rapporte que la reine, ses enfants, son frère Lionel Woodville et d'autres sont restés au sanctuaire de l'abbaye. Stallworthe fait aussi référence au prieur de Westminster, qui a des problèmes à cause de « certains biens » que lui a livrés le fils de la reine, le marquis de Dorset.

#### 10 juin
Richard écrit au conseil civique de la ville d'York, leur demandant de lui fournir le plus d'hommes possibles « pour nous aider contre la reine, ses adeptes de sang et ses affinités », qu'il accuse de vouloir le détruire, ainsi que Buckingham et le « vieux sang royal de ce royaume ».
Paul Murray Kendall commente qu'à cette date « les rassemblements de Hastings et de ses amis n'étaient pas passés inaperçus, ni les occasions qu'ils ont trouvées de parler avec le jeune roi », en déduisant qu'ils auraient dû ignorer le roi comme l'a fait Richard.

#### 11 juin
Richard écrit plusieurs lettres au comte de Northumberland et au baron Neville, leur demandant de lui fournir des hommes le plus vite possible. Richard Ratcliffe les leur transmet, ainsi que des mandats en prévision de l'exécution de Rivers, de Richard Grey et de Vaughan, ce au mépris des recommandations du conseil.

#### 12 juin
Richard transmet à Buckingham, Hastings, Morton, Rotherham, Stanley, John Howard et le fils de ce dernier, Thomas, des convocations pour une réunion du conseil à la Tour de Londres le lendemain matin, tandis qu'une autre réunion est prévue à Westminster pour l'après-midi. Le but de cette session est ostensiblement, selon Richard, de finaliser les plans pour la cérémonie du couronnement. John Russell est chargé de présider les deux réunions.
D'après Thomas More, Stanley fait la nuit du 12 un cauchemar, dans lequel un sanglier sauvage (en référence au sanglier blanc, l'insigne de Richard) s'attaque à lui et à Hastings. Bouleversé, il fait prévenir Hastings aux alentours de minuit pour l'informer de sa vision et lui suggère de fuir immédiatement la capitale. Hastings, amusé par le rêve de Stanley, le rassure, confiant envers l'attitude de Richard et n'ayant reçu aucun rapport alarmant de la part de Catesby.

#### 13 juin
Thomas More relate que, le lendemain matin, un « mauvais chevalier » vient escorter William Hastings depuis sa résidence jusqu'à la Tour de Londres. Ce chevalier est en réalité Thomas Howard (que More n'identifie pas par respect envers son ami le duc de Norfolk, fils de Thomas Howard), et est envoyé par Richard afin de s'assurer qu'Hastings assiste à la réunion. Une nouvelle fois, More laisse place à la prophétie et soutient que, sur le chemin vers la Tour, Hastings rencontre un prêtre avec lequel il discute longuement, ce qui fait ironiser Howard qui lui dit : « Vous en aurez bientôt besoin ». Malgré cela, Hastings fait preuve d'autant d'oisiveté qu'à l'accoutumée et ne se doute pas du complot mis au point par Richard lorsqu'il retrouve à la Tour ses alliés Stanley, Morton et Rotherham.
Le conseil commence à 9 heures à la Tour. Richard entre chaleureusement, puis quitte la salle. Vers 10 heures et demie, il accuse tous les membres présents, sauf le baron Howard et le duc de Buckingham, de trahison pour complot contre sa personne avec l'aide de la reine, qu'il accuse de l'avoir ensorcelé, présentant comme preuve son bras atrophié. Hastings est promptement arrêté et exécuté très rapidement après son arrestation, Richard déclarant qu'il ne dînera pas « avant de l'avoir vu décapité ». La Grande Chronique de Londres affirme que l'exécution a été accomplie « sans aucune procédure judiciaire ni examen légal ». La Chronique de Croyland déclare que du sang innocent a été versé, « et ainsi, sans justice ni jugement, les trois plus puissants partisans du nouveau roi [Hastings, Rotherham et Morton] étaient éliminés ».
Les alliés d'Hastings sont arrêtés par Richard : Thomas Rotherham est remis à la garde de James Tyrrell ; John Morton est incarcéré à la Tour (bien que l'Université d'Oxford plaide pour sa libération), puis placé sous la garde de Buckingham ; Stanley est légèrement blessé lors de son arrestation puis brièvement détenu prisonnier ; Jane Shore est elle aussi jetée en prison. La Chronique de Croyland et Mancini maintiennent que les deux premiers ont seulement échappé à la peine capitale grâce à leur statut d'ecclésiastiques, tandis que Stanley est rapidement libéré par crainte d'un soulèvement mené par son fils George. Désormais conscients que le sanctuaire de Westminster ne peut plus les protéger face à la fureur de Richard, Dorset s'enfuit secrètement par navire pour la France, pendant que Lionel Woodville retourne dans son diocèse.
Deux heures après l'exécution d'Hastings, Richard envoie des hérauts calmer la population londonienne, lisant une proclamation si longue, si détaillée et si rapide, qu'il est presque certain qu'elle a été rédigée avant la réunion du conseil. Comme il l'a fait lorsqu'il a arrêté les Wooodville à Stony Stratford, Richard attaque la morale de ses ennemis, tout en cherchant à s'assurer le soutien de l'opinion. Privés de leurs dirigeants et intimidés par cette manifestation de violence, les modérés du conseil ne peuvent désormais plus s'opposer à Richard. Le Protecteur empêche ensuite le roi d'être visité par ses compagnons et conforte sa position en recevant la nouvelle de l'arrivée imminente dans la capitale de plusieurs milliers d'hommes à son service et à celui de Buckingham depuis le Nord et les Marches.
L'ensemble des chroniques contemporaines s'accordent sur l'innocence d'Hastings. La Grande Chronique de Londres déplore la mise à mort d'un homme simplement pour sa fidélité envers son souverain. Son exécution est impopulaire auprès des Londoniens, qui gardent d'Hastings l'image d'un homme confiant, bien-aimé et de grande réputation, comme le confirment Thomas More et Polydore Virgile. Bien que le Lord-maire de Londres Edmund Shaa déclare l'existence d'un complot contre Gloucester conduit par Hastings, l'annonce sème le mécontentement et la consternation. Dominique Mancini souligne la mise en scène de la conspiration par Richard ainsi que sa traîtrise comme il le commente : « Ainsi est tombé Hastings, tué non par ces ennemis [les Woodville] qu'il avait toujours craints, mais par un ami [Richard] dont il n'avait jamais douté ».

#### 14 juin
John Brackenbury atteint la ville d'York et y remet aux notables la lettre de sympathie de Richard.

#### 15 juin
Jane Shore, la maîtresse d'Hastings au moment de son arrestation, est contrainte par Richard de faire pénitence publique devant la cathédrale Saint-Paul pour sa conduite libertine, bien qu'il soit possible que l'intransigeance de Richard à son égard soit motivée par le soupçon qu'elle a brièvement hébergé Dorset lorsqu'il s'est enfui pour la France. Elle doit en conséquence parcourir les rues, vêtue d'une robe de bure, tenant à la main un cierge, et soulevant sur son passage l'intérêt de la population masculine. Elle est ensuite renvoyée en prison et voit ses biens confisqués.
Richard Ratcliffe, homme de main de Richard, se rend à York où il remet au conseil civique de la ville l'ordre du Protecteur d'envoyer avant le 18 une force armée au comte de Northumberland à Pontefract pour que celui-ci puisse mobiliser ses forces.

#### 16 juin
Un « conseil prudent et nerveux » se réunit à la Tour de Londres, où il est discuté de la sortie de Richard de Shrewsbury, duc d'York et frère du roi Édouard V, du sanctuaire de l'abbaye de Westminster. Richard de Gloucester fait encercler le sanctuaire avec des troupes, tandis que John Howard et son fils Thomas louent huit bateaux remplis de soldats pour escorter les ducs de Gloucester et de Buckingham ainsi que les ecclésiastiques Thomas Bourchier et John Russell jusqu'à Westminster. Ces soldats procèdent ensuite à l'encerclement complet du sanctuaire. Dominique Mancini écrit : « Lorsque la reine s'est vue assiégée et préparée à la violence, elle a remis son fils, confiante dans la parole de l'archevêque de Cantorbéry selon laquelle le garçon devrait être rendu après le couronnement ».
Polydore Virgile affirme que Richard de Shrewsbury se trouve déjà dans la Tour à ce moment-là, mais cette information est très vraisemblablement erronée. Peu de temps après cette date, Édouard V et Richard de Shrewsbruy sont transférés dans des appartements plus reclus au sein de la Tour de Londres. Ils sont vus plus rarement derrière les barreaux et les fenêtres de leurs chambres, selon Mancini. On rapporte qu'ils sont observés par les riverains en train de tirer à l'arc et de jouer dans les jardins de la Tour après le 16 juin, même s'il est possible que les chroniqueurs fassent allusion à seulement Édouard à certaines occasions. Aucune trace permettant de déterminer leur sort ne parvient à partir de la deuxième semaine de juillet. 
Après la fuite précipitée de Thomas Grey pour échapper à la vindicte du duc de Gloucester, le jeune Édouard Plantagenêt, 17e comte de Warwick et fils de feu le duc de Clarence, se retrouve sans tuteur légal, alors qu'il est à peine âgé de huit ans. Richard ordonne alors que le jeune enfant se rende à Londres et qu'il soit gardé par son épouse Anne Neville, qui se trouve être la tante maternelle du garçon.

#### 17 juin
Richard de Gloucester émet plusieurs ordonnances, qui annulent la réunion du Parlement prévue pour le 25 juin, mais certaines de ces ordonnances sont délivrées après que plusieurs personnes ont déjà quitté leur domicile pour se rendre dans la capitale. Les préparatifs pour le couronnement d'Édouard V sont en outre abandonnés, celui-ci étant une nouvelle fois repoussé, cette fois-ci pour le 9 novembre. 
Des ordres sont également envoyés vers le Nord, ordonnant les exécutions de Rivers, de Richard Grey et de Thomas Vaughan.

#### 17 – 22 juin
Les serviteurs et compagnons d'Édouard V sont démis de leurs fonctions et renvoyés sur ordre de Richard de Gloucester.

#### 19 juin
Le conseil civique d'York mobilise les troupes réclamées par Richard.

#### 21 juin
Simon Stallworthe, serviteur de John Russell, écrit à William Stoner. Il décrit minutieusement les évènements récents, notamment la mort d'Hastings et l'enfermement du jeune Richard de Shrewsbury. Il déclare que le vicomte Lisle, beau-frère de la reine via son premier mariage, recherche à ce moment-là les faveurs du Protecteur. Stallworthe signale que 20 000 hommes sous les ordres des ducs de Gloucester et de Buckingham ne devraient pas tarder à arriver, mais ignore pourquoi, si ce n'est pour maintenir la paix. Il rapporte aussi que le reste du parti d'Hastings demeure en prison, tandis que les hommes de celui-ci sont entrés au service de Buckingham. Enfin, Stallworthe déclare que Richard a confirmé Russell Lord chancelier en remplacement de Rotherham, enfermé à la Tour le jour même, mais prétend que Russell ne désire pas vraiment le poste. 
La nouvelle de l'approche des troupes de Gloucester et de Buckingham vers Londres suscite l'inquiétude et l'effroi de la population, d'autant plus que la retenue personnelle de Richard est déjà présente et largement suffisante dans la ville. Le maire organise une veille dans la capitale pour maintenir la paix et rassurer les habitants. Londres est en proie à la rumeur, au doute, à la peur et à la spéculation. Richard cesse désormais de porter le deuil, commence à porter le pourpre et à parcourir la ville avec une immense suite et la présence de hérauts. Il loge entre Baynard's Castle et Crosby Hall et reçoit de plus en plus d'invités. Paul Murray Kendall rapporte que Richard commence à ce moment-là à parler avec ses proches de la « révélation » de Robert Stillington concernant le prétendu précontrat de mariage d'Édouard IV avec une autre femme avant son mariage avec sa reine Élisabeth Woodville.

#### 22 juin
Ce jour-là, décrit par l'historien Francis Leary comme « le jour du couronnement perdu du petit roi perdu », Ralph Shaa, frère du maire de Londres et orateur célèbre, prononce un sermon intitulé « Les bâtards ne devraient pas s'enraciner profondément » à la cathédrale Saint-Paul. D'autres prédicateurs donnent des sermons autour de la ville, indiquant, comme l'écrit Dominique Mancini, que « la progéniture du roi Édouard [IV] devrait être éradiquée instantanément, car il n'avait pas été un roi légitime, et sa descendance ne pouvait pas l'être non plus ». Shaa meurt dès l'année suivante, sa mort étant imputée d'après la Chronique de Londres et Thomas More à la honte et au remords. 
Richard, Buckingham, et un grand nombre de magnats se rendent à la cathédrale Saint-Paul pour entendre Shaa prononcer son sermon mettant en doute la légitimité des enfants d'Édouard IV avec Élisabeth Woodville. Buckingham et plusieurs orateurs contestent même la paternité d'Édouard IV et se prononcent en faveur de l'avènement de Richard, plus digne à succéder au trône. L'historienne Alison Weir rapporte que Cécile Neville, mère d'Édouard IV et de Richard, est alors venue à Londres pour le couronnement de son petit-fils et a été offusquée lorsque certains prédicateurs ont calomnié sa vertu en dénigrant la légitimité d'Édouard IV. En 1484, lors de l'adoption de l'acte Titulus Regius, Richard permet que les allégations de bâtardise soient indirectement reprises, s'étant lui-même décrit comme le fils incontestable de Richard Plantagenêt, duc d'York.

#### 23 juin
Emprisonné à Sheriff Hutton, le comte Rivers Anthony Woodville apprend qu'il va être emmené au château de Pontefract et exécuté. Il fait son testament dans lequel John Russell et William Catesby sont mentionnés comme ses exécuteurs. Rivers demande en outre à Richard de superviser l'exécution de ses souhaits (même si son testament ne sera jamais prouvé) et d'être enterré à Pontefract avec son neveu Richard Grey.
Le duc de Buckingham se rend à Guildhall pour s'adresser au maire, aux échevins et aux principaux citoyens de la ville au nom de Richard. Il parle avec éloquence et persuasion pendant près d'une heure et demie, de sorte que tous ceux qui l'entendent se trouvent émerveillés par ses arguments. Buckingham rappelle l'affaire du précontrat et fait remarquer que la royauté n'est pas une « charge pour un enfant », mais ses propos sont accueillis en silence.

#### 24 juin
Richard Ratcliffe se rend à Pontefract avec des troupes levées à York et transmet les ordres d'exécution de Richard au comte de Northumberland, qui l'attend avec ses propres troupes. Rivers est escorté à Pontefract, où il est rejoint par son neveu Richard Grey, qui a été convoyé depuis Middleham, et Thomas Vaughan, qui se trouve déjà à Pontefract. Le contemporain John Rous précise : « Ces seigneurs ont été condamnés à mort par le comte sur la fausse accusation qu'ils avaient en fait comploté la mort de Richard, duc de Gloucester, et, pour une chose qu'ils n'avaient jamais envisagée, les innocents se sont soumis humblement et pacifiquement à un destin cruel ». Rous décrit Northumberland comme le juge en chef, mais la Chronique de Croyland affirme qu'il n'y a pas eu de procès.
Le duc de Buckingham réitère les revendications de Richard au trône dans un discours éloquent devant le maire et les échevins de Londres. Il s'attaque désormais à la mémoire d'Édouard IV et prétend que le défunt roi a accordé plus d'attention « à l'épouse de Shore, une vile et abominable prostituée, qu'à tous les seigneurs en Angleterre sauf à ceux qui en avaient fait leur protectrice ».

#### 25 juin
Le comte Rivers, Richard Grey et Thomas Vaughan sont décapités en présence du comte de Northumberland, de Richard Ratcliffe et des forces rassemblées dans le Nord sur ordre de Richard de Gloucester. Aucun des trois hommes n'a eu le droit de faire un discours avant d'être exécuté. Rous déclare que quand leurs cadavres ont été préparés pour leurs enterrements, on a découvert que Rivers portait un chandail à cheveux consacré « qui a été exposé longtemps après dans l'église des frères carmélites à Doncaster comme un objet saint ». Bien que Rivers et son neveu Grey soient ensemble enterrés nus dans une tombe commune située dans un monastère de Pontefract, Vaughan, surnommé « un chevalier âgé » par la Chronique de Croyland, reçoit finalement l'insigne honneur d'être enterré à l'abbaye de Westminster sous une épitaphe latine qui signifie « aimer et attendre », en référence à son service dévoué envers Édouard V. 
Tous les écrivains contemporains s'accordent pour dire que ces hommes étaient innocents. Aucune preuve tangible à l'encontre de l'innocence de ces trois hommes a jamais été produite par Richard. Rous affirme qu'ils ont été « injustement et cruellement mis à mort, déplorés par tous, et innocents de l'acte pour lequel ils ont été accusés ». Thomas More admet la noblesse d'âme des trois hommes et déclare que leur seul défaut était d'être « de bons hommes, trop fidèles au roi ». Polydore Virgile soutient que leur seule offense était de faire obstacle aux ambitions politiques de Richard, qui parvient de ce fait à priver le parti de la reine et d'Édouard V de ses principaux soutiens. Quant à la Chronique de Croyland, elle se contente seulement de faire remarquer qu'il s'agit du « deuxième sang innocent versé à l'occasion de ce changement soudain », faisant écho à l'exécution de William Hastings douze jours auparavant.
Un grand nombre de seigneurs et de roturiers sont convoqués à Westminster. Mancini dit que ces hommes « supposaient qu'ils étaient appelés à la fois pour entendre la raison de l'exécution d'Hastings et pour décider à nouveau du couronnement d'Édouard [V] » et que Richard a secrètement envoyé Buckingham auprès de ces seigneurs en leur donnant l'ordre de soumettre leur décision concernant la disposition du trône. D'après la Chronique de Croyland, Buckingham apporte avec lui une pétition, aujourd'hui perdue mais qui sera incluse dans le Titulus Regius. Elle est rédigée dans un ton noble, indigné et moral, typique de la campagne de propagande de Richard. Charles Ross la décrit comme « quelque chose qui nous fournit notre connaissance la plus complète de la revendication de Richard dans sa forme réfléchie et développée... Ce document est un mélange de la morale spécieuse et de la tromperie délibérée qui a caractérisé les effusions propagandistes de Richard ».
Les propos du duc de Buckingham reflètent l'esprit de la pétition lorsqu'il attaque le gouvernement d'Édouard IV, qu'il décrie comme le règne de la luxure et de l'amoralité, s'en prenant ouvertement au parti Woodville, à Hastings et à Jane Shore. Buckingham donne trois raisons pour confirmer l'invalidité du mariage d'Édouard IV avec Élisabeth Woodville et écarter de la ligne de succession ses enfants : tout d'abord, leur union a été faite le 1er mai 1464 sans le consentement des seigneurs et du conseil privé ; ensuite, elle a été accomplie par sorcellerie, en privé et en secret, sans l'édition de bans et par les machinations mystiques de Jacquette de Luxembourg, mère d'Élisabeth Woodville ; et enfin, ce mariage était bigame lors de sa célébration, puisqu'Édouard IV avait déjà conclu secrètement un précontrat de mariage avec une autre femme, à savoir Éléonore Talbot, en date du 8 juin 1461 et en la présence de l'évêque Robert Stillington.
Malgré l'éviction de la succession des enfants d'Édouard IV, un autre prétendant au trône subsiste en la personne du jeune comte de Warwick, fils du duc de Clarence. Étant donné que le bill d'attainder pour haute trahison de son père peut être annulé, le jeune Édouard a en théorie une meilleure revendication au trône que son oncle Richard. Cependant, Alison Weir affirme : « En ce qui concerne Gloucester, le temps des subtilités juridiques était révolu ». Buckingham laisse alors les seigneurs « décider » de l'avenir du trône. L'assemblée que Richard présente désormais comme le « Parlement » prononce la déposition d'Édouard V. Charles Ross montre le caractère illégal des décisions de Richard : en effet, le soi-disant Parlement a été convoqué au nom d'un roi qui est maintenant déclaré comme inapte au trône. Néanmoins, Richard prétend avoir été ordonné roi « par l'assentiment concordant des seigneurs et des Communes ».

#### 26 juin
Les seigneurs se rassemblent à Baynard's Castle pour demander à Richard de Gloucester de prendre le trône, Buckingham étant le véritable « maître de cérémonie ». Richard accepte la proposition des barons et s'assoit sur la chaise en marbre du banc du roi. La date de son couronnement est fixée au 6 juillet. Le nouveau roi fait de John Russell le Lord chancelier, de John Gunthrope le Lord du sceau privé et de William Catesby le chancelier de l'Échiquier. Ses amis personnels Francis Lovell et Robert Percy sont respectivement nommés lord-chambellan et Contrôleur de la Maison royale. Enfin, John Kendall est désigné secrétaire.

#### 28 juin
John Howard est créé duc de Norfolk et comte-maréchal d'Angleterre par le nouveau roi Richard III en récompense de sa fidélité lors de son avènement. Il reçoit en outre la moitié des domaines de la famille Mowbray, tandis que William de Berkeley en reçoit l'autre moitié et est titré comte de Nottingham. Tous ces titres ont auparavant appartenu à Richard de Shrewsbury, époux d'Anne de Mowbray, 5e duchesse de Norfolk et 8e comtesse de Norfolk, décédée en 1481. Howard et Berkeley devaient hériter conjointement à la mort d'Anne de ses biens et de ses titres, mais un acte du Parlement de janvier 1483 a décidé que les droits de succession devraient revenir à son époux Richard de Shrewsbury, avec droit de réversion à sa descendance ou, si nécessaire, à la descendance de son père le roi Édouard IV. Richard III poursuit ses dons en titres, puisque Thomas Howard est créé comte de Surrey et Buckingham nommé Lord-grand-chambellan.
Le lieutenant de Calais Ralph Hastings, frère cadet du baron William, reçoit l'ordre du roi Richard de céder sa lieutenance à John Blount, 3e baron Mountjoy (en). Il lui est en outre précisé que son serment d'allégeance à Édouard V se trouve désormais invalide en raison de la prononciation de sa bâtardise par le Parlement trois jours auparavant.

#### Fin juin
Les forces de Richard arrivent du Nord, accompagnées de quelques troupes de Buckingham. Toutes ses troupes comptent au total environ 3 000 ou 4 000 hommes et se rassemblent près de Londres. Richard choisit de les employer comme des forces auxiliaires lors de son couronnement.

### Juillet

#### 1erjuillet
L'armée que Richard III a convoquée dans le Nord de l'Angleterre arrive à Londres et campe à l'extérieur des portes de la capitale. Dominique Mancini estime que cette force comprend environ 6 000 hommes. Richard décide de l'utiliser pour sa propre protection lors de son couronnement parce qu'« il avait peur qu'il n'y ait des protestations contre lui lors de son couronnement. Lui-même est allé à la rencontre des soldats avant qu'ils n'entrent dans la Cité ». La Grande Chronique ajoute qu'« il y avait des dispositions hâtives pour son couronnement ».

#### 4 juillet
Richard III et son épouse Anne Neville se rendent depuis Westminster jusqu'aux appartements royaux de la Tour de Londres en voguant sur la Tamise. À la demande de l'université de Cambridge, Richard libère officiellement l'archevêque Thomas Rotherham de la Tour et fait de Thomas Stanley son lord-intendant.
La sécurité en prévision du couronnement est renforcée. Une proclamation ordonne un couvre-feu à 22 heures pour les trois prochaines nuits et interdit aux citoyens de Londres de porter des armes. Les personnes conviées aux festivités du couronnement doivent loger dans des logements officiellement approuvés. Mancini affirme que les soldats du Nord « étaient stationnés à des endroits appropriés » le long des rues et qu'ils y demeurent jusqu'à la fin du couronnement.

#### 5 juillet
Richard III et Anne Neville quittent la Tour et retournent à Westminster, le roi s'y rendant à cheval tandis que la reine se déplace dans une litière. Une procession de magnats, de prélats, de chevaliers et de domestiques suit le couple royal dans le défilé traditionnel de la Tour à Westminster précédant un couronnement.

#### 6 juillet
Richard est couronné aux côtés de son épouse Anne Neville : c'est d'ailleurs la première fois qu'un couple royal d'Angleterre est conjointement couronné depuis le couronnement d'Édouard II et d'Isabelle de France en 1308. La cérémonie réunit un grand nombre de personnes, d'autant que la pairie d'Angleterre séjourne depuis plusieurs semaines à Londres à la suite de la convocation du Parlement prévu le 25 juin. La duchesse douairière d'York Cécile Neville n'est pas présente pour le triomphe de son fils, tout comme la duchesse de Buckingham Catherine Woodville qui, malgré le soutien déterminant de son époux dans la prise de pouvoir de Richard, s'absente probablement par loyauté envers sa sœur aînée Élisabeth, toujours réfugiée avec ses filles dans le sanctuaire de Westminster. 
Le duc de Buckingham supervise la réunion et le départ de la grande procession du couronnement à Whitehall. Le duc de Norfolk officie à l'occasion de la cérémonie en tant que comte-maréchal, honneur traditionnel de la famille Mowbray, et est officiellement créé Lord grand intendant pour le couronnement. Robert Stillington, qui a fourni à Richard la justification de son usurpation, apporte au nouveau monarque le soutien du clergé. Pour gagner la sympathie de Thomas Stanley, Richard charge son épouse Marguerite Beaufort de porter la traine de la reine Anne. Mais Mancini fait remarquer que l'archevêque de Cantorbéry Thomas Bourchier couronne Richard III « sans le vouloir ». Bourchier n'assiste d'ailleurs pas au banquet de 5 heures et demie qui fait suite au couronnement dans le Palais de Westminster : sa place à la droite de Richard est prise par l'évêque de Londres Thomas Kempe.

#### 7 ou 8 juillet
Richard et Anne se rendent au Palais de Placentia, puis à Windsor. Les troupes rassemblées depuis le Nord sont renvoyées chez elles. Le roi fait part de son accession au trône aux autres souverains européens. Paul Murray Kendall rapporte que c'est à cette date qu'il désigne Buckingham, Norfolk et Northumberland comme ses lieutenants respectifs en Galles, en Est-Anglie et dans le Nord.

#### 10 juillet
Le propriétaire terrien du Wiltshire William Collingbourne demande à un certain Thomas Yate de contacter Henri Tudor, Thomas Grey et d'autres opposants à Richard III réfugiés en Bretagne, pour leur « déclarer qu'ils devraient très bien retourner en Angleterre avec tous les pouvoirs qu'ils pourraient obtenir avant la fête de Saint Luc l'Évangéliste [le 18 octobre] » et leur demander en outre d'assurer le roi de France que les négociations entamées avec Richard III pour obtenir un règlement concernant les opérations de piraterie dans la Manche sont vaines, car le nouveau roi compte faire la guerre à la France. Henri Tudor, fils de Marguerite Beaufort et beau-fils de Thomas Stanley, est à cette date l'unique descendant mâle (bien que par ascendance illégitime) de la Maison de Lancastre depuis la mort du roi Henri VI en 1471 et la mainmise d'Édouard IV et donc de la Maison d'York sur le trône d'Angleterre. Réfugié depuis cette date en Bretagne, il ne constitue alors pas une grande menace aux yeux des partisans yorkistes et Édouard IV n'a procédé au cours de son règne qu'à de sporadiques efforts auprès du duc François II pour faire extrader Tudor.
L'année de cette correspondance reste controversée : James Gairdner la place dans le contexte de la rébellion de Buckingham (organisée en octobre 1483 et au cours de laquelle Henri Tudor tente effectivement de débarquer en Angleterre) et la date donc de juillet 1483. Gairdner soutient, entre autres, que la correspondance de Collingbourne localise Henri Tudor en Bretagne (qu'il quitte au cours de l'année 1484) et que la tentative d'Henri d'accoster à Poole dans le Dorset en novembre 1483 correspond au message de Collingbourne. Une telle interprétation place la lettre immédiatement après le couronnement de Richard le 6 juillet et avant que le nouveau roi ne se mette en route pour son voyage vers le Nord, ce qui fait de Collingbourne, selon les mots de Gairdner, « presque le tout premier homme à faire le moindre geste contre l'usurpateur ». Pourtant, l'interprétation de Gairdner est contredite par d'autres historiens, notamment Kendall, qui date la correspondance de juillet 1484 et soutient que l'allégeance du marquis de Dorset envers Henri Tudor et les négociations entre France et Angleterre n'ont lieu qu'en 1484, alors que la mention de la Bretagne et de Poole ne constitue pas une preuve concluante.

#### Vers le 13 juillet
Dominique Mancini quitte l'Angleterre et dit qu'avant son départ Édouard V et Richard de Shrewsbury ont « cessé d'apparaître », ce qui est corroboré par toutes les autres sources. Il rapporte l'inquiétude de leurs partisans en ses termes : « Lui et son frère [les princes de la Tour] s'étaient retirés dans les appartements les plus reculés de la Tour, et jour après jour, on les vit de moins en moins derrière les fenêtres et les barreaux, jusqu'à ce qu'on ne les vît plus. Le médecin Argentine, l'une des dernières personnes dont le roi appréciait les services, rapporta que le jeune roi, telle une victime prête au sacrifice, rechercha l'expiation de ses péchés par des confessions quotidiennes et la pénitence, parce qu'il croyait que la mort le regardait en face. J'ai vu beaucoup d'hommes éclater en sanglots et en lamentations à l'évocation de son nom après sa mise à l'écart. Il y avait des soupçons qu'il avait été éliminé. Toutefois s'il a bien été éliminé, je n'ai pas encore découvert de quelle façon il l'a été ».

#### 13 juillet
Richard accorde une concession provisoire désignant le duc de Buckingham comme l'héritier légitime de l'héritage contesté de la famille de Bohun et fait du duc de Norfolk le Lord-grand-amiral. Paul Murray Kendall précise que Howard a aussi reçu les rentes annuelles de 23 domaines royaux et le « don pur et simple » de presque 100 manoirs, sans toutefois mentionner qu'ils ont auparavant appartenu à Anthony Woodville. Le roi partage également les postes d'Hastings entre ses partisans Robert Brackenbury (titré maître de la monnaie) et Francis Lovell (titré lord-chambellan et Grand Bouteiller d'Angleterre).
Richard nomme Thomas Hutton pour aller négocier avec le duc François II de Bretagne en vue d'une réunion visant à redresser les plaintes déposées par les deux parties au sujet de la piraterie dans la Manche. Il demande aussi à Hutton de se renseigner sur la localisation d'Édouard Woodville, embarqué depuis le 29 avril. Richard ne mentionne pas le nom d'Henri Tudor, sans doute parce qu'il ne veut pas que François II pense qu'il juge le cas de Tudor plus important que les actes de piraterie.

#### 15 juillet
Buckingham est nommé Lord-grand-connétable d'Angleterre, un poste qui fait de lui le commandant en chef de l'armée et lui donne compétence sur les infractions militaires, le contrôle de tous les sujets relatifs à l'héraldique et à la chevalerie, ainsi que la responsabilité des fortifications et de la défense. En cette dernière qualité, la tour de Londres se trouve de ce fait sous sa juridiction.

#### 17 juillet
Robert Brackenbury, noble du Nord du royaume et partisan de longue date de Richard III, est nommé connétable de la Tour de Londres. Il a la réputation d'être un homme bien intentionné et d'un tempérament bienveillant, bien que naïf, et est populaire à la cour.

#### 18 juillet
Un mandat royal est émis, autorisant le paiement d'un salaire à 13 hommes pour leurs services à « Édouard, bâtard, feu le roi Édouard V ». Ces serviteurs ont été congédiés après la mort d'Hastings.
Le duc de Buckingham nomme William Knyvett, un de ses hommes de main, connétable du château de Castle Rising.

#### 19 juillet
Richard III nomme son seul fils Édouard de Middleham Lord lieutenant d'Irlande, un titre traditionnellement porté par les héritiers au trône sous la Maison d'York.

#### 20 juillet
Richard quitte Windsor et retourne à Londres. Son épouse Anne Neville l'y rejoint plus tard. Ce départ marque le début de la progression royale du nouveau monarque à travers l'Angleterre.

#### 22 juillet
Richard se dirige vers l'Ouest à la tête d'une grande procession, accompagné de son neveu John de la Pole, 1er comte de Lincoln, et du duc de Buckingham. Il passe la première nuit de son avancée à Reading.

#### 23 juillet
Depuis Reading, Richard accorde une subvention qui pardonne les « offenses » d'Hastings et promet d'être un bon et gracieux seigneur envers sa veuve Catherine Neville, à qui sont accordés la tutelle et le mariage de son fils Edward, la possession des biens mobiliers et la garde des terres de son défunt époux pendant la minorité de son fils. Seules les hautes fonctions d'Hastings sont réparties entre Buckingham, Catesby et Lovell. Le roi fait preuve de la même générosité envers Mary FitzLewis, la veuve du comte Rivers.

#### 24 juillet
Richard atteint Oxford et dîne à Magdalen College. Il s'y repose et y passe la majeure partie du lendemain. Buckingham a probablement quitté le roi, car son nom n'est pas mentionné sur la liste des personnes présentes lors du dîner donné à Magdalen College.

#### 25 juillet
Le roi se rend au Palais de Woodstock, à proximité d'Oxford, où il accorde d'autres postes au duc de Norfolk, qui devient ainsi arpenteur royal dans 13 comtés d'Angleterre, intendant du duché de Lancastre et membre du conseil du roi. Il lui octroie également 46 manoirs dans l'Est-Anglie et lui en alloue 25 autres. Toutes ses biens ont précédemment appartenu au comte Rivers.
À Woodstock, Richard « désaffecte » pour l'usage du commun des terres qu'Édouard IV a annexées pour son propre plaisir par le passé. Les villes de Londres, Gloucester et Worcester lui offrent des libéralités en remerciement, mais il refuse, précisant qu'il préfère gagner leur cœur que leur argent. John Kendall rapporte aux magistrats d'York que le roi est bien reçu à travers le pays.

#### 26 juillet
Richard passe plus de temps à Oxford afin d'y visiter les universités. Il reste ensuite quelques jours en tant qu'hôte de son ami Francis Lovell.

#### 27 juillet
William de Berkeley est confirmé gouverneur de l'île de Wight par le roi.

#### 28 juillet
Richard donne à Norfolk 20 manoirs supplémentaires du comte Rivers, faisant de lui le sujet le plus riche et le plus puissant du royaume après Buckingham.

#### 29 juillet
Pendant qu'il réside chez Lovell, Richard apprend que plusieurs complots sont fomentés contre lui. La Chronique de Croyland indique que les princes « étaient sous surveillance spéciale. Afin de les libérer de cette captivité, les peuples du Sud et de l'Ouest du Royaume commencèrent à murmurer beaucoup et à former des assemblées et des confédérations, dont beaucoup travaillaient en secret, d'autres ouvertement et dans ce but ». Les conspirateurs sont divisés en trois clans : les partisans yorkistes mécontents (fidèles à la lignée d'Édouard IV mais pas à celle de Richard III), des dissidents lancastriens loyaux à Henri Tudor et des membres la faction Woodville (les trois frères encore vivants d'Élisabeth Woodville, à savoir Lionel, Richard et Édouard, sont tous trois impliqués). Certains des comploteurs appellent stupidement Buckingham à les rejoindre, mais il rejette l'offre du revers de la main.
Actuellement, les historiens ne disposent pas de beaucoup d'informations sur la nature du complot. L'antiquaire du XVIe siècle John Stow écrit en 1580 un rapport concernant un complot en juillet 1483 pour obtenir la libération d'Édouard V et de son frère Richard de Shrewsbury de la Tour en détournant leurs geôliers par le déclenchement d'un incendie. Il nomme quatre conspirateurs : Robert Russe, William Davy, John Smith et Stephen Ireland. Un autre complot est apparemment organisé pour exfiltrer à l'étranger les filles d'Édouard IV : il peut garantir de ce fait une certaine sécurité pour les deux garçons, car s'ils viennent à être tués et que leur sœur aînée Élisabeth d'York se trouve à ce moment-là sur le continent, cette dernière sera dès lors considérée comme la souveraine d'Angleterre légitime et pourra facilement trouver un prince étranger prêt à prendre les armes pour la restaurer dans son héritage et ainsi gagner une couronne.
Richard écrit à John Russell en termes vagues au sujet du complot. Désormais, comme le soutient la Chronique de Croyland, « l'église noble des moines de Westminster et toutes les parties voisines prirent l'apparence d'un château et d'une forteresse, tandis que des hommes de la plus grande austérité furent nommés par le roi Richard pour en assurer la garde ». John Nesfield est nommé capitaine et chef de ces hommes, de sorte que personne ne peut entrer ou sortir du monastère sans sa permission. Certains des conspirateurs se cachent ou s'enfuient à l'étranger. Richard se rend ensuite à Gloucester. Thomas More affirme que c'est là qu'il prend la décision de faire assassiner les Princes de la Tour. Il fait missionner son homme de main John Green et l'envoie auprès de Robert Brackenbury à la Tour pour lui demander de tuer les Princes. More ajoute ensuite que Brackenbury s'est agenouillé « devant Notre Dame dans la Tour » et « répondit clairement qu'il ne mettrait jamais à mort (les Princes), bien qu'il devrait donc mourir ».

#### 30 juillet
John Green signe un mandat nommant un certain John Gregory pour aller quérir du foin, de l'avoine, du pain de cheval, des haricots, des pois et une litière pour toutes les dépenses relatives aux chevaux et aux litières au service du roi pour une période de six mois.

#### 31 juillet
Richard et Buckingham se rencontrent à Gloucester, Buckingham ayant passé quelques jours à Londres après le départ de Richard de la capitale le 20 juillet.
Après être allé de Londres à York, James Tyrrell, fidèle homme de main de Richard, se rend à Warwick, dans le cadre des affaires du roi.

### Août

#### 2 août
Richard et Buckingham quittent Gloucester. Richard poursuit sa procession au sein de l'Angleterre, pendant que Buckingham retourne dans son domaine de Brecon. Il s'agit de la dernière fois que les deux hommes se rencontrent, bien qu'ils continuent à correspondre. 

#### 4 août
Richard offre à l'abbé de l'abbaye de Tewkesbury un don de 310 livres provenant des rentes des domaines du feu duc de Clarence.

#### 8 août
Richard arrive au château de Warwick et y reste une semaine. Son épouse Anne l'y retrouve rapidement.

#### 13 août
Richard ordonne la saisie des biens de John Welles, demi-frère de Marguerite Beaufort, apparemment en raison de sa potentielle participation à la conspiration de la fin juillet pour faire délivrer les Princes de la Tour. Cet ordre semble prouver que Marguerite Beaufort cherche à rétablir Édouard V sur le trône afin que ce dernier autorise enfin le retour de son fils Henri Tudor en Angleterre une fois restauré. Marguerite avait déjà demandé le soutien d'Édouard IV l'année précédente dans le même but.

#### 15 août
Richard quitte Warwick et part pour Coventry. Selon Thomas More, c'est à ce moment-là que John Green revient de la Tour de Londres et rapporte à Richard que le connétable de la Tour Robert Brackenbury a refusé d'appliquer les consignes royales de mettre secrètement à mort Édouard V et Richard de Shrewsbury. Un autre des proches soutiens de Richard, James Tyrrell, est alors convoqué par le roi pour recevoir des instructions spéciales afin d'accomplir cette délicate mission. Comme le défendent les principales sources de cette période, tels Polydore Virgile et la Chronique de Croyland, la rumeur du meurtre des deux garçons commence déjà à circuler, notamment à la cour de Louis XI en France.

#### 16 août
Paul Murray Kendall rapporte que le roi Jacques III d'Écosse envoie à Richard une proposition de trêve de 8 mois en vue de la conclusion d'une paix permanente. 
Toujours selon Kendall, il semble que Richard demande également un serment d'allégeance au comte de Desmond, puissant magnat d'Irlande. Richard exprime à Desmond son sentiment qu'ils partagent un chagrin commun, accusant la famille Woodville d'être responsable tant de la mort du père de Desmond en 1468 que de celle de son frère Georges en 1478. Il promet que les coupables seront punis.

#### Mi-août
Buckingham rejoint son domaine de Brecon. Les chroniqueurs Tudor affirment qu'il est profondément choqué par l'ordre de Richard d'assassiner les Princes de la Tour, même si certains historiens estiment possible sa participation à la mise à mort des deux captifs, avec ou non la connivence du roi. La Chronique de Croyland affirme pour sa part que, « se repentant de ce qui avait été fait », il demande l'avis de son prisonnier John Morton, alors sous sa garde. D'après More, Morton critique à mots couverts les actes de Richard III : « Ainsi, j'ai été l'aumônier fidèle du roi Édouard [IV] et j'aurais été heureux si son enfant [Édouard V] lui avait succédé ».
Selon d'autres auteurs, Buckingham rencontre peu avant de rejoindre Brecon Marguerite Beaufort, la mère d'Henri Tudor, sur la route entre Bridgnorth et Worcester. Les deux personnes sont d'autant plus familières que Marguerite est la veuve d'Henry Stafford, l'oncle de Buckingham. Apparemment, Marguerite demande d'abord à Buckingham d'intercéder en faveur du retour de son fils Henri Tudor en Angleterre auprès de Richard, puis, ayant sondé sa propre désillusion envers le souverain, le persuade de soutenir la revendication d'Henri au trône et de défendre la cause du dernier héritier de la Maison de Lancastre.
Les motifs du retournement d'allégeance de Buckingham demeurent encore flous. Polydore Virgile affirme que Marguerite a persuadé Buckingham de renoncer à ses propres droits à la couronne, Buckingham étant lui-même un descendant du roi Édouard III et ayant une potentielle revendication au trône, bien qu'inférieure à celle d'Henri Tudor. Il avance en outre que Richard aurait refusé de restaurer les terres de Bohun à Buckingham, mais la décision du 13 juillet prise par le roi semble indiquer le contraire. La raison la plus probable de sa prise de distance avec le roi réside sans doute dans sa conviction que le nouveau régime ne cesse d'être impopulaire de jour en jour.
Toujours d'après Virgile, Buckingham se rattache à la proposition des conjurés qu'Henri Tudor épouse Élisabeth d'York afin d'unifier les deux revendications au trône. La Chronique de Croyland soutient que c'est John Morton qui a fait part en premier lieu de ce projet au duc. Quelques historiens doutent quant à la sincérité de Buckingham et pensent qu'il aurait envisagé de s'emparer de la couronne au détriment d'Henri Tudor. Cependant, il semble plus qu'évident que le duc n'aurait pas disposé de forts soutiens pour cette entreprise et qu'il aurait de plus été opposé au projet d'alliance matrimoniale entre les descendants de Marguerite Beaufort et d'Élisabeth Woodville.

#### 18 août
À Leicester, Richard écrit une lettre désinvolte en réponse à la lettre informelle de Louis XI concernant sa prise de pouvoir. Richard lui promet d'honorer les trêves qu'Édouard IV a précédemment conclues avec lui. Il le prie d'empêcher ses sujets de harceler les marchands anglais en mer.

#### 19 août
Le jeune Édouard de Middleham, le seul enfant de Richard III et d'Anne Neville, quitte le château de Middleham pour rejoindre ses parents à Pontefract. Il reste quelques jours à York mais est si malade qu'il doit être transporté dans un chariot.

#### 20 août
Le chevalier Giles Daubeney fait de son épouse Elizabeth Arundell la copropriétaire d'une partie de ses biens. Cette décision semble indiquer, tout d'abord, que Daubeney prévoit de transférer à son épouse une certaine somme afin que celle-ci puisse subvenir à ses besoins s'il vient à mourir et, en outre, qu'il prépare déjà la future insurrection contre Richard III coordonnée par Marguerite Beaufort. Daubeney est effectivement l'un des premiers membres actifs de la conspiration, car il en a été informé par Reginald Bray, l'intendant de Marguerite Beaufort. Bray l'a d'ailleurs consulté pour savoir si une telle entreprise est réalisable.

#### 20 – 23 août
Richard passe quelque temps au château de Nottingham.

#### 23 août
Le secrétaire de Richard, John Kendall, écrit une lettre à la ville d'York pour confirmer le dévouement du roi. Le maire d'York et quatre échevins de la ville offrent des présents au prince Édouard de Middleham lorsqu'ils apprennent l'avènement de Richard III. Dans sa lettre, le secrétaire de Richard suggère que le roi et la reine soient « vénérablement reçus en grande pompe » afin d'impressionner les habitants du Sud et les « hommes de culte » qui les accompagnent.

#### 24 août
Richard progresse vers le château de Pontefract, où il a convoqué 70 chevaliers et nobles du Nord. Le petit prince Édouard rejoint ses parents et est créé prince de Galles et comte de Chester.

#### 27 août
Richard atteint le château de Pontefract, où le petit Édouard de Middleham est emmené dans un chariot. Il ordonne la nomination de commissaires pour s'occuper de ceux qui ont été arrêtés dans le cadre des conspirations de la fin du mois de juillet visant à restaurer Édouard V.

#### 28 août
Richard III ordonne qu'une commission d'oyer et terminer présidée par le duc de Buckingham soit constituée afin d'enquêter sur les possibles projets de soulèvements et de félonies à Londres et dans le Sud de l'Angleterre, des zones très attachées au souvenir d'Édouard IV. Le roi n'a pas connaissance du double jeu que commence à entreprendre Buckingham.

#### 29 ou 30 août
Le roi, la reine et le prince héritier font leur entrée solennelle dans la ville d'York, accompagnés d'un grand nombre de personnes.

#### 30 – 31 août
James Tyrrell quitte York pour Londres, où il est prié de recueillir des robes et des tentures murales à l'occasion de l'investiture d'Édouard de Middleham comme prince de Galles. Bien que Thomas More écrive que Tyrrell a quitté Warwick pour Londres avant le 15 août, Polydore Virgile et les comptes de la garde-robe royale infirment ses dires. Tyrrell est accompagné de John Dighton, son cavalier selon More, mais il peut s'agir aussi d'un huissier pour le manoir d'Ayton, propriété du comte de Northumberland située dans le Yorkshire du Nord. 

#### Fin août
Richard apprend du duc François II de Bretagne que le gouvernement de Louis XI de France souhaite prendre possession de la personne d'Henri Tudor et entamer la guerre avec l'Angleterre. Georges de Manbier, émissaire de François, demande 4 000 archers aux frais de Richard et 2 ou 3 000 autres aux frais du duc afin de défendre son duché face aux Français, mais Richard ne se conforme pas à ses demandes, qu'il juge bien trop élevées. Il est peu probable que François soit alors sincère, au vu de son soutien ultérieur à la rébellion d'Henri Tudor.

### Septembre

#### Début septembre
L'évêque de St. David's Thomas Langton est informé par le roi qu'il est envisagé comme prochain évêque de Salisbury, depuis la fuite de Lionel Woodville. Il écrit au prieur de la cathédrale Christ Church d'Oxford en disant que le roi « contente le peuple où il va mieux qu'ait jamais fait prince. En vérité, je n'ai jamais aimé la condition d'un prince aussi bien que la sienne ». Ses propos se révèlent pourtant ironiques, au vu de la faveur que Richard lui témoigne personnellement mais aussi de la rébellion qui commence alors à couver dans le Sud.

#### Vers le 3 septembre
L'historienne moderne Alison Weir spécule que les meurtres d'Édouard V et de son frère Richard ont lieu cette nuit-là à l'instigation de James Tyrrell. Tyrrell a quitté York le 30 août et la date la plus probable à laquelle il se trouve à Londres est effectivement le 3 septembre, car il est venu chercher des robes et des tentures en prévision de l'investiture d'Édouard de Middleham comme prince de Galles le 8 septembre. Weir affirme que Tyrrell a dû superviser les assassinats des deux Princes de la Tour au plus tard le 3 pour partir de Londres le 4 et arriver à temps à York pour la cérémonie le 8.
L'auteur John Rastell décrit ainsi les meurtres des deux princes en 1529 dans The Pastyme of People : « [...] l'opinion la plus répandue était qu'ils avaient été étouffés entre deux lits de plumes, et que, ce faisant, le frère cadet [Richard de Shrewsbury] s'était échappé de sous les lits de plumes, et s'était glissé sous le lit, et qu'il était resté nu un moment, jusqu'à ce que le jeune roi [Édouard V] ait été étouffé, de sorte qu'il était sûrement mort. Après cela, l'un d'eux [les assassins] prit son frère de dessous le lit et, d'une main, abaissa son visage sur le sol, et de l'autre, lui trancha la gorge avec un poignard ».
La description par Thomas More incrimine James Tyrrell dans les meurtres, ce dernier les faisant exécuter par ses deux hommes de mains : « Puis, tous les autres étant retirés d'eux, ce Miles Forrest et John Dighton vers minuit (les enfants innocents étant couchés dans leurs lits) sont entrés dans la chambre et les ont soudainement enlacés parmi les vêtements – les enveloppant et les contenant, tenant par la force et avec dureté le lit à plumes et les oreillers au-dessus de leurs bouches, que, en un moment, suffoqués et étranglés, leur souffle s'est arrêté, ils ont abandonné à Dieu leurs âmes innocentes dans les joies du ciel, laissant à leurs tourmenteurs leurs corps morts dans le lit ».

#### 7 septembre
Richard III et sa femme Anne Neville assistent à une moralité à York.

#### 8 septembre
Le prince Édouard de Middleham, fils de Richard III et d'Anne Neville, est investi comme prince de Galles à York. La cérémonie est si grandiose que la population dans le reste du pays croit que le roi et la reine ont eu un « second » couronnement. Richard adoube son neveu le comte de Warwick, son fils illégitime John et l'ambassadeur d'Espagne Geoffroy de Sasiola. La Chronique de Croyland donne à cette occasion ses derniers détails sur les Princes de la Tour : selon elle, ils sont restés emprisonnés pendant le couronnement de Richard III, sa procession dans le royaume et l'investiture d'Édouard de Middleham. Par la suite, elle ne précise pas ce qu'il leur advient. 
Au moment de l'intronisation du prince de Galles, la rumeur de la mort des deux princes de la Tour circule abondamment et Richard est désormais désigné par de nombreuses personnes comme le commanditaire de leur assassinat. Selon Polydore Virgile, Richard aurait lui-même répandu la rumeur de l'assassinat des Princes de la Tour dans l'espoir de décourager toute rébellion afin que « après que les gens aient compris qu'aucun descendant mâle du roi Édouard [IV] n'était en vie, ils pourraient, avec un meilleur esprit et une meilleure volonté, supporter et soutenir son gouvernement [celui de Richard III] ».

#### 18 septembre
Richard montre sa gratitude à la ville d'York en la dispensant de la moitié des impôts dus à la couronne chaque année. Pendant ce temps, il fait aussi du château de Sheriff Hutton une résidence royale, où il établit ses neveux les comtes de Lincoln et de Warwick.

#### 20 septembre
Anne Neville retourne à Middleham avec son fils Édouard, tandis que Richard voyage vers le Sud.

#### 22 septembre
L'évêque Lionel Woodville rend visite à Buckingham dans son manoir de Thornbury. Il est probable que cette rencontre soit organisée afin de coordonner le futur soulèvement commandé par le duc contre le roi Richard.

#### 23 septembre
Richard ordonne la confiscation des temporalités de Lionel Woodville. 

#### 24 septembre
D'après les archives du Parlement, il s'agit de la date où les chefs de la future rébellion de Buckingham « lancèrent leur entreprise ». Ce jour-là, Buckingham, ayant secrètement déserté Richard pour rejoindre le camp de l'opposition, écrit à Henri Tudor, le priant d'envahir l'Angleterre le 18 octobre. L'historien Charles Ross attaque les arguments de Paul Murray Kendall, qui affirme que « ce sont les Woodville... qui ont dominé le mouvement, lui ont fourni la plus grande partie de sa force et ont dirigé ses énergies » et que seuls trois pairs, à savoir Buckingham, Tudor et Dorset, participent au complot. 
Kendall, tout en admettant que le but premier de la rébellion est alors de restaurer Édouard V, n'accepte pas le fait que Richard soit impopulaire auprès d'un si grand nombre de ses sujets, surtout ceux du Sud. Ross le contredit : « Au contraire, bien que les influences et les liens de Woodville n'aient pas été sans importance, une analyse du mouvement révèle une image très différente. Le lien le plus fort entre les rebelles résidait dans le fait que la plupart d'entre eux étaient de loyaux anciens serviteurs d'Édouard IV, et parmi eux, certains des plus influents avaient des liens étroits avec sa famille ». Rosemary Horrox et Lillian Gill corroborent les affirmations de Ross.
Marguerite Beaufort, décrite par Kendall comme l'« Athéna » de la conspiration, emploie son médecin Lewis Caerleon, « un homme grave et d'une grande expérience », ainsi que son chapelain Christopher Urswick comme messagers auprès d'Élisabeth Woodville, toujours réfugiée à Westminster avec ses filles. Depuis le sanctuaire de l'abbaye, Élisabeth Woodville répond qu'elle fera tout ce qui est en son pouvoir pour persuader les anciens amis d'Édouard IV ainsi que les membres de sa propre affinité de soutenir Henri Tudor et qu'elle consent à laisser sa fille aînée Élisabeth épouser Henri dès qu'il aura conquis la couronne.
Parallèlement, l'évêque Morton coordonne secrètement le soulèvement avec Marguerite Beaufort. Marguerite envoie son homme de main Reginald Bray à Brecon afin qu'il s'entretienne avec Morton. Comme le rapporte Polydore Virgile, Bray réussit à arracher le soutien de nombreux partisans Woodville. Parallèlement, Marguerite Beaufort envoie son serviteur Hugh Conway en Bretagne avec une forte somme d'argent à remettre à son fils Henri Tudor. Elle conseille à son fils de débarquer en Galles où ses principaux soutiens seront censés l'attendre. Henri reçoit un autre messager provenant de conspirateurs du Kent.

#### Fin septembre
Richard passe deux nuits au château de Pontefract. Il émet des mandats de convocation pour l'ouverture du Parlement, prévue pour le 6 novembre à Westminster.

### Octobre

#### Début octobre
Richard se dirige vers le Lincolnshire.

#### 2 octobre
Avec 5 000 mercenaires répartis sur 500 navires fournis par le duc François II de Bretagne, ainsi que 10 000 couronnes prêtées par le duc et une partie du trésor d'Édouard IV acheminé par Édouard Woodville, Henri Tudor est désormais prêt à envahir l'Angleterre. Le soutien crucial de François à l'expédition est probablement dû à l'influence de son puissant conseiller Pierre Landais, inquiet de l'indifférence de Richard III face à une potentielle invasion de la Bretagne par la France. La chute de Richard doit lui permettre de sceller définitivement une alliance avec l'Angleterre face à la France.

#### 3 octobre
La flotte d'Henri Tudor quitte la Bretagne, mais une tempête repousse ses navires et le retient près de la côte pendant plusieurs semaines.

#### 10 octobre
Richard passe la nuit à Gainsborough.
Le Kent se soulève prématurément contre Richard, l'insurrection ne devant commencer que le 18. Les rebelles veulent marcher sur Londres, mais Norfolk s'y trouve. Ce dernier, alarmé par la situation, demande à John Paston et à « 6 grands hommes sous harnais » de le rejoindre à Londres. Après avoir capturé et interrogé plusieurs rebelles, Norfolk écrit au roi, lui révélant la trahison de Buckingham et les détails de la rébellion.

#### 11 octobre
Richard se rend à Lincoln où il apprend qu'une rébellion a éclaté dans les comtés du Sud et que Buckingham s'est révolté contre lui.

#### 12 octobre
Furieux, Richard écrit à John Russell, appelant Buckingham « la créature la plus infâme de ce monde ».

#### 13 octobre
Une émeute a lieu à la foire de Gravesend, où un des rebelles « a tué le Maître Mowbray avec d'autres ». Lillian Gill suppose qu'il s'agit peut-être de William Boutayn, agent de la couronne qui est envoyé par Norfolk pour écraser les rebelles mais qui les rejoint finalement.

#### 15 octobre
Une tempête d'une violence inhabituelle frappe le Sud-Ouest de l'Angleterre.
Buckingham est publiquement proclamé traître.

#### 18 octobre
Buckingham quitte Brecon avec son épouse Catherine et ses deux fils, Edward et Henry. Mais il découvre peu après la Severn infranchissable à cause de la tempête et de la destruction de plusieurs ponts par les agents de Richard, l'empêchant de rejoindre les autres conspirateurs dans le Sud-Ouest.
Le yeoman William Clifford d'Iwade est arrêté pour sa participation à l'insurrection.

#### 19 octobre
Peu après le départ du duc de Buckingham, John Morton quitte Brecon pour son évêché d'Ely, ostensiblement pour y lever des troupes afin de soutenir le soulèvement. Il en profitera pour rejoindre ultérieurement les Flandres une fois la rébellion écrasée par le roi.
Richard envoie des proclamations au Sud et à l'Ouest, offrant une récompense de 1 000 livres pour quiconque lui livrera Buckingham. Il proclame traîtres les évêques Lionel Woodville, John Morton et Peter Courtenay, ainsi que le marquis de Dorset et d'autres conspirateurs.

#### 19 – 23 octobre
Thomas Vaughan de Tretower conquiert le domaine de Brecon au nom du roi et capture les deux filles de Buckingham, Élisabeth et Anne Stafford. Le duc est piégé : ses ennemis gallois viennent de s'emparer de son château après son départ, et il n'a plus nulle part où se réfugier. Il passe près d'une semaine à Weobley, attendant d'être plus amplement informé de la poursuite de la rébellion et des mouvements du roi. Buckingham laisse son fils aîné Edward à son vassal Richard Delabere afin qu'il le cache et le prie de le garder jusqu'à ce qu'il le réclame ; Elizabeth Mores, servante de Delabere, déguise le jeune garçon en fillette.
Le roi et sa cour s'arrêtent plusieurs jours à Grantham.

#### 20 octobre
George Stanley quitte Lathom pour une destination inconnue avec 10 000 hommes sous ses ordres.

#### 21 octobre
George Stanley reçoit l'ordre de mobiliser ses troupes à Leicester pour aller vaincre les rebelles.

#### 23 octobre
Richard publie d'autres proclamations, dont l'une accuse le marquis de Dorset d'immoralité et d'adultère avec « l'épouse de Shore ».

#### 24 octobre
Richard quitte Leicester et marche vers le Sud avec une armée, espérant intercepter Buckingham avant qu'il ne puisse rejoindre les rebelles du Sud-Ouest.
Lilian Gill pense que Richard arrive à Coventry à cette date.

#### 28 octobre
Richard s'arrête à Oxford avant de traverser North Tidworth et Hungerford.

#### 31 octobre
Ayant abandonné le complot, Buckingham s'enfuit à Wem, où il est trahi par son vassal Ralph (ou Humphrey, selon certains chroniqueurs) Bannister et arrêté par le shérif du Shropshire John Mytton, qui l'emmène immédiatement à Shrewsbury. Le duc est ensuite remis par le shérif à la garde de James Tyrrell et Christopher Wellesbourne, deux hommes de main du roi qui officient dans les environs afin d'y restaurer l'autorité royale.

### Novembre

#### 1ernovembre
Buckingham est amené par Tyrrell et Wellesbourne à Salisbury, où le roi Richard arrive le même jour. Plusieurs chroniqueurs ont par la suite affirmé que Richard III n'aurait pas remis à Bannister la récompense offerte pour la capture de Buckingham, Bannister ayant trahi son maître et ainsi rompu le lien féodal. Pourtant, cette assertion est fausse, puisque Richard lui offre non seulement la somme promise, mais en outre le manoir du duc à Yalding, situé dans le Kent. 

#### 2 novembre
Après avoir échoué à obtenir une dernière entrevue avec le roi Richard, Buckingham est condamné à mort et exécuté pour haute trahison à Salisbury. Son fils Edward affirmera plus tard qu'il comptait poignarder Richard pendant leur rencontre avec un couteau dissimulé. La Chronique de Croyland exprime son mécontentement que l'exécution ait lieu un dimanche : « Nonobstant le fait que ce fût le jour du Seigneur, le duc subit la peine capitale sur la place du marché de cette ville ».
En raison du soulèvement de Buckingham, Richard émet une ordonnance qui ajourne la réunion du Parlement prévue pour le 6 novembre.

#### 3 novembre
En dépit de l'exécution de Buckingham et l'anéantissement de la rébellion, Henri Tudor est proclamé roi par ses partisans à Bodmin.

#### 4 novembre
Richard quitte Salisbury.

#### 8 novembre
Richard arrive à Exeter « là où ses ennemis s'étaient soulevés ».

#### 12 novembre
Henri Tudor tente de débarquer à Plymouth, mais sa flotte est éparpillée par une tempête. En arrivant en vue de la côte anglaise, à Poole, Henri envoie quelques éclaireurs, qui rencontrent rapidement un groupe de soldats. Ce dernier les salue en présentant la bannière de Buckingham et incite Henri à accoster : il s'agit en fait d'hommes de Richard III, prêts à le capturer sitôt débarqué. Méfiant, Henri ne tombe pas dans le piège et retourne en Bretagne en apprenant l'effondrement de l'insurrection.

#### 13 novembre
Alors qu'il se trouve à Exeter, Richard ordonne l'exécution des rebelles Thomas St Leger et Thomas Rameney, bien que St Leger soit son ancien beau-frère. 

#### 25 novembre
Richard est de retour à Londres.

#### 26 novembre
Le Grand sceau, qui avait été temporairement repris par Richard III au cours du mois d'octobre en raison de la rébellion du duc de Buckingham et d'une maladie mystérieuse dont souffrait alors le Lord grand chancelier, est restitué à l'évêque John Russell.

#### Fin novembre
Les rebelles qui n'ont pas encore été appréhendés par les représentants royaux s'enfuient en Bretagne pour y rejoindre la cour lancastrienne en exil d'Henri Tudor. Le prétendant au trône d'Angleterre est ainsi rejoint par le marquis de Dorset Thomas Grey, mais aussi par des membres beaucoup moins éminents de la noblesse d'Angleterre, tels Robert Willoughby, Giles Daubeney, Richard Edgcumbe, Richard Guildford, William Haute, John Bourchier, les frères Humphrey, Henry et John Cheyne, Edward Courtenay, Evan Morgan, John Fortescue ou encore John Gaynesford. Les ecclésiastiques John Morton, Peter Courtenay et Richard Foxe s'enfuient, Morton s'établissant pour sa part en Flandres.
Certains insurgés manquent de peu d'être arrêtés par les shérifs royaux, comme Richard Edgcumbe. Effectivement, une troupe de soldats commandée par Henry Bodrugan, un homme notoirement connu pour sa brutalité excessive, est envoyée pour capturer Edgcumbe. Ce dernier se réfugie dans un bois près de Cotehele, en Cornouailles, mais est néanmoins découvert. Il remplit alors une partie de ses habits avec de grosses pierres et les jette dans une rivière pour faire croire à ses agresseurs qu'il s'est noyé. Edgcumbe échappe ainsi à une mort certaine et embarque peu après secrètement pour la Bretagne.

### Décembre

#### 1erdécembre
De retour en France, Dominique Mancini date son compte-rendu de l'usurpation du trône d'Angleterre par Richard III, intitulé en latin De occupatione regni Anglie per Riccardum tercium, ad Angelum Catonem, presulem Viennensium, libellus incipit. Ce manuscrit de 40 pages est dédié au prélat italien et grand aumônier de France Angelo Catho de Supino, proche conseiller du roi Louis XI, décédé le 30 août. C'est sans doute à l'aide du rapport de Mancini que le chancelier de France Guillaume de Rochefort mentionnera l'usurpation et les crimes de Richard lors des États généraux de Tours en janvier 1484, convoqués afin que le jeune Charles VIII ne partage pas le sort funeste d'Édouard V.

#### 4 décembre
Richard III ordonne l'exécution de plusieurs personnes pour leur rôle dans la rébellion. Il s'agit de George Browne, William Clifford d'Iwade et quatre des yeomen suivants : William Knight, Richard Cruse, William Frost, Richard Potter, Richard Fisher, William Boutayn, Roger Kelsale et William Strode. Les rebelles condamnés à mort sont décapités à Tower Hill immédiatement après la lecture de leur sentence.

#### 9 décembre
Richard émet de nouveaux mandats de convocation pour l'ouverture du Parlement, désormais fixée au 23 janvier 1484 à Westminster.

#### 13 décembre
Richard fait part par écrit au maire de Sandwich de son inquiétude face aux actes de la piraterie bretonne et aux « récentes actions injustes » du duc François II. Il lui demande d'aménager le port afin de surveiller étroitement les navires circulant dans la Manche.

#### 15 décembre
Richard envoie une lettre à l'abbé de Beaulieu lui demandant de produire des documents à l'appui de son droit d'offrir l'asile. En effet, depuis la répression de la révolte de Buckingham le mois précédent, l'évêque Lionel Woodville s'est réfugié à Beaulieu pour échapper à la vindicte royale. Le roi semble pressé de s'emparer de cet évêque turbulent et remet ainsi en cause le droit d'asile accordé par l'abbaye. Richard III néglige le fait que sa propre belle-mère Anne de Beauchamp avait elle-même trouvé refuge à Beaulieu entre 1471 et 1473 à cause de sa défection en faveur de la Maison de Lancastre et n'avait pas été inquiétée. 

#### 16 décembre
Malgré l'implication de son épouse Marguerite Beaufort dans la rébellion de Buckingham, Thomas Stanley reçoit du roi Richard le poste de Lord-grand-connétable d'Angleterre auparavant détenu par le duc. Ceci semble indiquer qu'en dépit des récents évènements, Stanley conserve la confiance de Richard III, qui ne lui tient pas rigueur de la conduite de sa femme, qui a pourtant été l'architecte de la conspiration visant à placer Henri Tudor sur le trône.

#### 19 décembre
Richard autorise Catherine Woodville et ses enfants à retourner à Londres. Cet ordre semble supposer que la duchesse de Buckingham se trouve à cette date placée sous haute surveillance en Galles. Il est probable qu'elle et son fils Henry aient été découverts le mois précédent à Weobley par les agents royaux Christopher Wellesbourne et John Huddleston, le beau-frère d'une demi-sœur illégitime de la reine Anne Neville. On ne dispose en revanche d'aucun document permettant de prouver qu'elle rejoint par la suite sa sœur aînée Élisabeth dans le sanctuaire de Westminster.

#### 25 décembre
Rejoint par plusieurs rebelles qui ont réussi à franchir la Manche, Henri Tudor jure à la cathédrale Saint-Pierre de Rennes d'épouser Élisabeth, la fille aînée d'Édouard IV, afin d'unifier les deux branches rivales de Lancastre et d'York. Il fait remarquer que si Élisabeth se révèle indisponible lorsqu'il prendra le trône, ses vues se tourneront alors vers sa sœur cadette Cécile. Les nobles anglais présents, qu'ils soient lancastriens ou yorkistes, lui prêtent serment d'allégeance et jurent de l'aider à conquérir le trône. Le marquis de Dorset et Édouard Woodville figurent parmi les personnes présentes, ainsi que Pierre Landais, conseiller du duc François II de Bretagne.

## Naissances en 1483
- Date inconnue :
  - John Ashburnham, member of Parliament pour Winchelsea
  - Richard Assheton de Middleton, soldat
  - William Eure, 1er baron Eure
  - George Heneage, doyen de Lincoln
  - Thomas Parr, homme réputé avoir vécu 152 ans
  - William Parr, 1er baron Parr de Horton
  - William Paulet, 1er marquis de Winchester
  - Robert Radcliffe, 1er comte de Sussex
  - Anne Stafford, comtesse de Huntingdon
  - John Tuchet, 8e baron Audley

## Décès en 1483
- 23 janvier : Elizabeth Ferrers, 6e baronne Ferrers de Groby (en)
- 2 mars : Ralph Fitzherbert, seigneur du Derbyshire
- 4 avril : Henry Bourchier, 1er comte d'Essex
- 9 avril : Édouard IV, roi d'Angleterre
- 4 mai : George Neville, 1er duc de Bedford
- 13 juin : William Hastings, 1er baron Hastings
- 25 juin : 
  - Anthony Woodville, 2e comte Rivers
  - Richard Grey, courtisan
  - Thomas Vaughan, courtisan
- 20 juillet : Henry Costessey, prêtre
- 19 septembre : Thomas Danett, doyen de Windsor
- 2 novembre : Henry Stafford, 2e duc de Buckingham
- 13 novembre : Thomas St Leger, chevalier
- 25 novembre : Richard Fiennes, 7e baron Dacre
- 29 novembre : William Dudley, évêque de Durham
- 4 décembre : George Browne, chevalier
- Date inconnue :
  - Édouard V, roi d'Angleterre (présumé)
  - John Elrington, chevalier
  - Robert Flemming, doyen de Lincoln
  - William Grimsby, esquire
  - Catherine Neville, duchesse de Norfolk
  - William Parr, noble
  - John Plemth, archidiacre d'Hastings
  - Richard de Shrewsbury, duc d'York (présumé)
  - William Taillour, lord-maire de Londres